# Tombe de Stanko Atanacković Vlasotinski à Niš
La tombe de Stanko Atanacković Vlasotinski à Niš (en serbe cyrillique : Споменик на гробу Станка Власотиначког у Нишу ; en serbe latin : Spomenik na grobu Stanka Vlasotinačkog u Nišu) se trouve à Niš, dans la municipalité de Palilula et dans le district de Nišava, en Serbie. Elle est inscrite sur la liste des monuments culturels protégés de la république de Serbie (identifiant no SK 688),,.

## Présentation
La tombe et le monument sur la tombe de Stanko Atanacković Vlasotinski (1792-1853) sont situés dans le Vieux cimetière de Niš. Ils ont été placés dans ce cimetière en 1853.
Stanko Atanacković, dit « Vlasotinski », né à Vlasotince, était un marchand de bétail. Il a participé à la révolte de Kamenica en 1835 et a été l'organisateur de la révolte de Niš en 1841, révolte qui s'est étendue sur toute la partie sud-est de la Serbie. En tant que marchand, il pouvait se déplacer et profitait de cette liberté pour transporter des armes, des munitions et des messages à travers la frontière entre la principauté de Serbie et l'Empire ottoman. Après l'échec de la révolte, il a dû prendre la fuite mais il a été amnistié et est rentré à Niš, où il est mort et enterré.